# أتاغون ياجينكايا
أتاغون ياجينكايا (بالتركية: Atagün Yalçınkaya)‏ (مواليد 14 ديسمبر 1986) هو ملاكم تركي، مثّل بلاده في الألعاب الأولمبية الصيفية 2004.

## وصلات خارجية
أتاغون ياجينكايا على موقع بوكس ريك (الإنجليزية) (registration required)
- أتاغون ياجينكايا على موقع أوليمبيديا (الإنجليزية)